# Giải Ý thức toàn cầu
Giải Ý thức toàn cầu là một giải thưởng của Câu lạc bộ Budapest dành cho những nhân vật là gương mẫu sống có ý thức trách nhiệm toàn cầu. Giải này được thành lập năm 1996 và được trao hàng năm, tới năm 2004

## Những người đoạt giải
1996 
- Vaclav Havel[1].

1997 
- Mikhail Sergeyevich Gorbachyov[2].
- Huschmand Sabet[3][4].
- Muhammad Yunus[5].

1998
- Desmond Tutu[6].

1999
- Kofi Annan[7].

2001
- Hans Küng[8].

2002
- Shimon Peres[9]
- Paulo Coelho[10].
- Peter Ustinov[11][12].

2004
- Nelson Mandela[13].
- Franz Josef Radermacher[14].
- Vadim Zagladin[15].